# 鄯善镇
鄯善镇，是中华人民共和国新疆维吾尔自治区吐鲁番市鄯善县下辖的一个行政建制镇。

## 行政区划
鄯善镇下辖以下地区：
木卡姆社区、鸿雁社区、庭子路社区、滨沙社区、育才路社区、沙园路社区、蒲昌社区、双水磨社区、蝴蝶泉社区、新楼兰社区、石材园社区、巴扎村、牧业队和台台尔村。